# 1,2-dimetoxietano
DME son las siglas del 1,2-dimetoxietano (C4H10O2). Es un éter incoloro y líquido usado como disolvente. Es muy soluble en agua.
El DME suele usarse como alternativa al dietil éter y al THF para hacer baños de calor. El DME forma ligandos quelato con cationes y actúa como ligando. Es además usado en Química de organometálicos en reacciones de Grignard, reducciones con hidruro y reacciones en las que se usa paladio como catalizador, como reacciones de Suzuki y reacciones de Stille. También es un buen disolvente para oligo- y polisacáridos.
Junto con un reactivo de alta permitividad el DME puede usarse como un componente poco viscoso para disoluciones de electrolitos y baterías de litio.
- Datos: Q416271
- Multimedia: Dimethoxyethane / Q416271

1. ↑  Número CAS